# دهول خولا
دهول خولا (به لاتین: Dhul Khola) یک روستا در بنگلادش است که در استان باریسال و در ناحیه باریسال واقع شده است.